# Palácio Inácio Barbosa
O Palácio Inácio Barbosa é uma construção fundada no início do século XX e nomeado em homenagem à Inácio Joaquim Barbosa, fundador da capital de Sergipe. O palácio esta localizado na cidade de Aracaju, no estado de Sergipe.

## Histórico
Foi construída entre 29 de maio de 1923 à 01 de janeiro 1924 durante a gestão do presidente do Estado, Dr. Mauricio Graccho Cardoso, que tinha como objetivo, ser a antiga Prefeitura Municipal da cidade. O palácio foi projetada pelo arquiteto Hugo Bozzi e pelo engenheiro Alfredo Aranha.
Inicialmente chamado de Palácio do Governo Municipal de Aracaju, passou a ser chamado de Palácio Inácio Barbosa em 18 de julho de 1951 (Lei Municipal n° 54), em homenagem ao fundador da cidade de Aracaju.
Atualmente, a Prefeitura de Aracaju foi movida para o Centro Administrativo Prefeito Aloísio Campos, na Rua Frei Luís Canelo de Noronha, no Conjunto Costa e Silva. Desde 2017, existe um projeto para instalar o novo Memorial de Sergipe no Palácio Inácio Barbosa, que contará com o acervo do museu da Universidade Tiradentes.

## Arquitetura
Construída em estilo ecletico, apresenta uma planta relativamente simetrica, com pé direito elevado, porão, platibanda com reentrâncias e saliências, janelas de madeira com caixilhos de vidro e veneziana, além de possuir colunas clássicas e um balcão sacado com baluástes em sua fachada. No telhado estão presentes esculturas de águias, símbolos da república.